# Chiesa di San Lorenzo (Serra Riccò)
La chiesa di San Lorenzo è un luogo di culto cattolico situato nella frazione di Orero, in via Valente, nel comune di Serra Riccò nella città metropolitana di Genova. La chiesa è sede della parrocchia omonima del vicariato di Sant'Olcese-Serra Riccò dell'arcidiocesi di Genova.

## Storia e descrizione

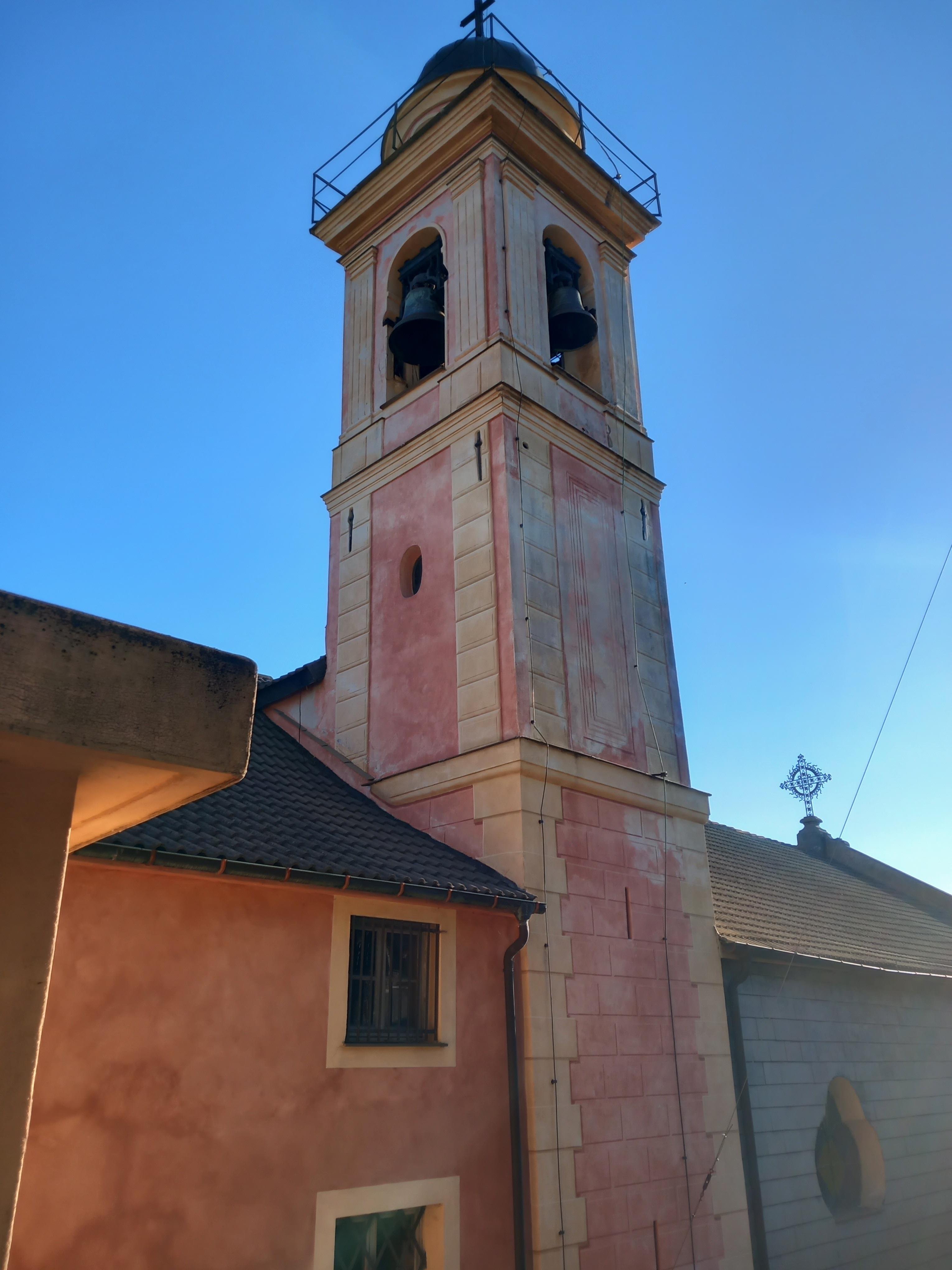
Particolare del campanile

Citata nel "Registro Arcivescovile" del 1143 come "cappella de Olei", era a quel tempo una dipendenza della pieve di Sant'Olcese.
La data di erezione a parrocchia autonoma non è documentata, si ritiene che questo sia avvenuto alla fine del XVI secolo o nella prima metà del XVII. Fu completamente riedificata nel XV o nel XVI secolo, grazie alla munificenza della famiglia Spinola. Gli storici registri parrocchiali andarono distrutti tra il 1746 e il 1747 durante gli scontri nella guerra di successione austriaca.
Fu elevata al titolo di prevostura nel 1889, stesso anno della consacrazione dell'edificio effettuata dall'arcivescovo di Genova monsignor Salvatore Magnasco.
La chiesa ha un'unica navata, con cinque altari. La facciata fu affrescata nel XVII secolo. Il sagrato è pavimentato con il tipico acciottolato genovese a pietre bianche e nere, risalente al 1909. La festa patronale è celebrata con particolare solennità 10 agosto.